# Castanea mollissima

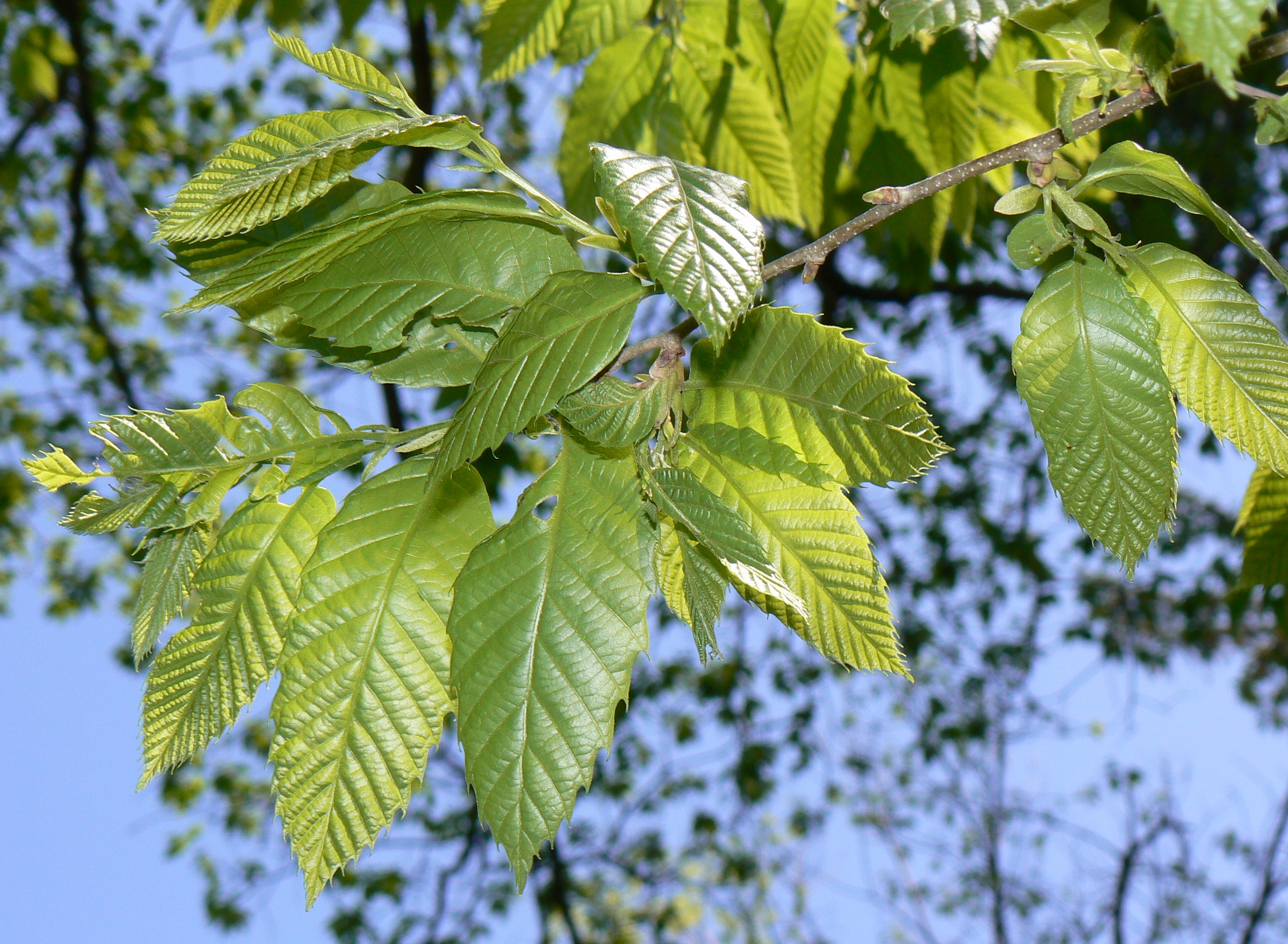
Hojas jóvenes.

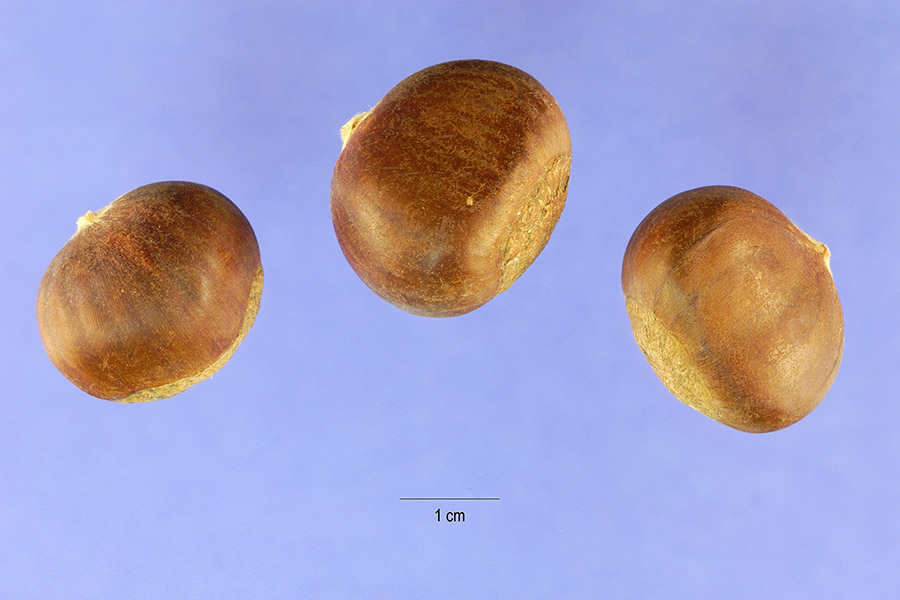
Aquenios sueltos.

El castaño chino (Castanea mollissima) es una especie del género  Castanea en la familia Fagaceae.

## Descripción
Es un árbol caducifolio, de copa ancha y que crece hasta unos 20 m de altura. Las hojas son alternas, simples, con peciolo de 1-2cm y limbo elíptico-oblongo a oblongo-lanceolado, de 10-17 cm, rara vez más corto, y 4,5-8 cm de ancho, de base redondeada a truncada, ápice acuminado o agudo, con un margen toscamente dentado y envés tomentoso a pubescente (por lo menos a lo largo de los nervios). Las inflorescencia masculinas son amentos  de 10-20cm, con las flores femeninas usualmente en la base, en número de 2-3 por involucro. El fruto es una cúpula densamente cubierta de espinas bi-trífidas, pubescentes de 1,2-2cm de largo; dicha cúpula mide 4-8 cm por 4,5-5cm, con dos o tres aquenios de color marrón brillante, que tienen 2-3 cm de diámetro, rara vez menos, generalmente más anchos que altas.

## Distribución y hábitat
Es una especie nativa de China. Crece desde el nivel del mar hasta altitudes de 2800 m. Prefiere pleno sol así que suelo ácido y arcilloso; florece de abril a julio y fructifica en agosto-octubre. También en India, Sikkim, Corea y Japón.

## Taxonomía
Sinonimia
- Castanea bungeana Blume
- Castanea duclouxii Dode
- Castanea formosana (Hayata) Hayata
- Castanea hupehensis Dode
- Castanea mollissima var. pendula X.Y.Zhou & Z.D.Zhou
- Castanea sativa var. bungeana (Blume) Pamp.
- Castanea sativa var. formosana Hayata
- Castanea sativa var. intermedia Pamp.
- Castanea sativa var. mollissima (Blume) Pamp.
- Castanea sinensis Perr.
- Castanea vulgaris var. yunnanensis Fr.[2]

Híbridos
Híbrida fácilmente, como todos los castaños, con Castanea crenata, Castanea dentata y  Castaña sativa.

## Enfermedades
Los "castaños chinos" han convivido durante un largo período de tiempo con la enfermedad fúngica de la corteza (cancro del castaño: Cryphonectria parasitica), y  han desarrollado una resistencia exitosa a la plaga, probablemente más que cualquier otra especie de castaño, por lo que, aunque no es inmune, por lo general no adquiere sino daños de menor importancia cuando se infectan.
Un activo programase  ha llevado a cabo en América del Norte a cruzar los "castaños chinos" y los "castaños americanos" para tratar de maximizar diversos rasgos deseables del "castaño americano", tales como mayor estatura, mayor tamaño de la hoja, mayor tamaño y dulzura de la nuez, y al mismo tiempo aislar y llegar a la resistencia al tizón del "castaño chino".

## Usos y cultivo

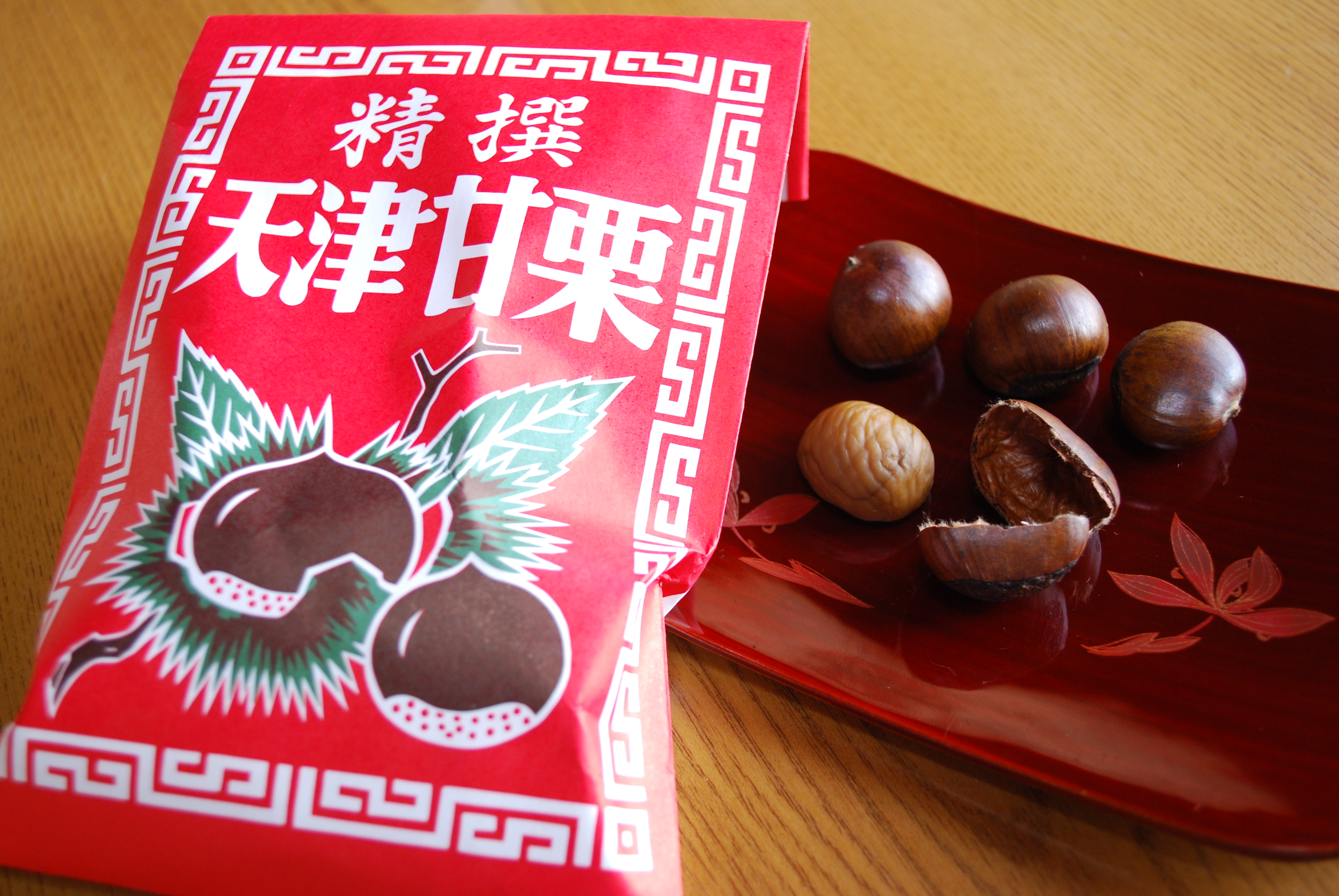
Castañas chinas vendidas en Japón.

Las nueces son comestibles, y el árbol se cultiva extensamente en el este de Asia, y muy particularmente en China. 
Más de 300 cultivares han sido seleccionados para la producción, repartidos en  grupos regionales: Norte, Valle del río Yangtsé, Sichuan y Guizhou, en el sur y suroeste. 
Además, la castaña "Dandong" -del grupo de Castanea crenata-  es un cultivo importante en la provincia de Liaoning.
Algunos cultivares, como "Kuling","Meiling", y "Nanking", tienen grandes nueces de hasta 4 cm de diámetro. 
Las nueces son dulces, y son consideradas por algunos como las castañas de sabor mejor a cualquier otra, aunque otros afirman que no son tan buenos como las castañas americanas.
En Vietnam, la "castaña china" (vietnamita: hạt dẻ, Tailandés: mác lịch) que se cultiva en el distrito de Trùng Khánh, la provincia de Cao Bằng tiene la más alta calidad con 3,3-5,4% de glucosa, 36 - 46,47% de glúcidos, 1,16 - 2% de lípidos, 3,12 - 3,62% de proteína.
Las nueces también son una fuente importante de alimentos para la fauna.